# Davor Gromilović
Davor Gromilović (Sombor, 1985.) je slikar i dizajner iz Sombora, Vojvodina. 
Rođen je u Somboru 1985. godine. Diplomirao je slikarstvo na Akademiji umjetnosti u Novom Sadu 2010., a na istoj ustanovi završio je 2012. diplomski studij na smjeru crtež. 
Aktivno izlaže od 2008. godine i od tada je imao više od 10 samostalnih i sudjelovao na preko 50 skupnih izložaba u zemlji i inozemstvu.  Najviše izlaže crteže i slike. Od 2009. slika murale. Najpoznatiji rad je mural u Omladimskom centru Crna Kuća 13 u Novom Sadu.
Njegova djela objavljena su u mnogim knjigama, magazinima i umetničkim fanzinima a neka djela se nalaze i u umjetničkim zbirkama od kojih su poznatije zbirka Muzeja suvremene umjetnosti Vojvodine, zbirka grada Banje Luke i zbirke kulturnog centra Novog Sada i Sombora.
Druga njegova likovna aktivnost je dizajn. Dizajnira majice, naslovnice glazbenih izdanja, koncertne plakate. Osobitu mu motivaciju čini izrada art fanzina. Treća skupina njegove umjetničke aktivnosti jest animacija kratke forme.
Jedan je od osnivača fanzina ZBIR.  